# Фазылов, Гуламджон
Гуламджон Фазылов (узб. Gʻulomjon Fozilov; род. 1936, Андижан, Ферганская область, Узбекская ССР, СССР) — советский хозяйственный, государственный и партийный деятель.

## Биография
Родился в 1936 году. Член КПСС.
С 1959 года — на хозяйственной, общественной и политической работе. В 1959—1992 гг. — инженер Маргиланского производственного участка управления оросительных систем, первый секретарь Маргиланского райкома комсомола, главный инженер Ферганского колхозно-совхозного территориального управления, главный инженер Ахунбабаевского производственного управления, инструктор, заведующий отделом строительства Ферганского обкома партии, управляющий трестом «Ферганаводстрой», первый секретарь Ферганского горкома партии, начальник управления объединения «Ферганастрой», председатель Ферганского облисполкома, 1-й секретарь Ферганского обкома КП Узбекистана, хоким Ферганской области.
Избирался депутатом Верховного Совета Узбекской ССР 10-го, 11-го и 12-го созывов.
21 февраля 1992 года указом президента Узбекистана Ислама Каримова назначен хокимом Ферганской области.